# Tomba del Tifone (Sovana)
La tomba del Tifone è un'antica sepoltura etrusca situata nella necropoli di Poggio Stanziale a Sovana, presso il parco archeologico Città del Tufo, nel comune di Sorano.

## Storia e descrizione
La tomba, databile alla seconda metà del IV secolo a.C., è posizionata sotto la rupe di Poggio Stanziale, raggiungibile scendendo da un sentiero lungo la via cava di Poggio Prisca, in un punto dove si trovano alcune tombe a semidado e dei loculi orizzontali ricavati nella parete rocciosa, di epoca successiva.
La sepoltura è del tipo a edicola, con timpano decorato con una protome femminile circondata da foglie e fiori, erroneamente identificata come Tifone dall'esploratore George Dennis, da cui il nome.